# Wim Brands
Wim Brands (Brummen, 29 maart 1959 – Amsterdam, 4 april 2016) was een Nederlands dichter, journalist en presentator.

## Biografie
Brands groeide op in Brummen. In 1978 maakte Brands op 19-jarige leeftijd zijn debuut als dichter in het Hollands Maandblad van K.L. Poll. Zijn werk verscheen in literaire tijdschriften en hij publiceerde de dichtbundels Inslag (1985), Koningen, de gehavende (1990), Zwemmen in de nacht (1995), In de metro (1997), De schoenen van de buurman (1999), Ruimtevaart (2005), Neem me mee, zei de hond (2010) en 's Middags zwem ik in de Noordzee (2014). In 2015 verscheen bij uitgeverij De GeitenPers het verhaal De onverharde weg over zijn jeugd in Oeken bij Brummen, met tekeningen van Cees Rogge. Op 26 januari 2012 verscheen bij Compaan Uitgevers zijn bloemlezing De vijftig beste gedichten van Wim Brands en in april 2017 de Verzamelde gedichten, zijn verschenen bundels met ongepubliceerd materiaal waarin Thomas Verbogt een nawoord schreef.
Brands was werkzaam voor de Nederlandse omroep VPRO vanaf 1987. Van Wim Noordhoek leerde hij het vak en Brands was met hem een van de bedenkers van het radioprogramma De Avonden, maar was het bekendst als presentator van het televisieprogramma Boeken. Een programma in vergelijkbare vorm onder zijn leiding op Radio 1 was Brands met boeken.
Brands werkte als journalist voor het Leidsch Dagblad en Vrij Nederland. Vanaf 2010 was hij verbonden aan de Schrijversvakschool Amsterdam als docent poëzie en voordracht en in september 2012 verzorgde hij, na Marcel Möring en Pieter Steinz, voor Donner in Rotterdam het boekenprogramma Brands in Donner. In 2014 verscheen Sterven is doodeenvoudig. Iedereen kan het verscheen naar aanleiding van een gesprek dat Brands had met René Gude en werd uitgegeven bij ISVW UitgeverS. Het boek haalde een zesde positie in De Bestseller 60.
Brands was voor het laatst als presentator van Boeken te zien op 20 maart 2016. Een week later werd het programma overgenomen door Jeroen van Kan, die meldde dat Brands wegens gezondheidsproblemen voorlopig uit de running zou zijn. Op 4 april 2016 overleed Brands op 57-jarige leeftijd. Volgens de VPRO kampte hij sinds kort met een depressie die hem onverwacht tot zelfdoding dreef.

## Eerbetoon
Op initiatief van Micha Wertheim, Ariejan Korteweg en Thomas Verbogt werd in 2021 een aanmoediging voor jonge talenten met als naam het Brandsalarm in het leven groepen. Deze aanmoediging is geen prijs maar "wil het avontuurlijke en onderzoekende lezen bevorderen en de herinnering aan Brands levend houden". De eerste keer werd hij op 15 april 2021 toegekend aan literair scout Stefanie Liebreks.

## Bestseller 60
| Boeken met noteringen in de Nederlandse Bestseller 60 | Jaar van verschijnen | Datum van binnenkomst | Hoogste positie | Aantal weken | Opmerkingen                        |
| ----------------------------------------------------- | -------------------- | --------------------- | --------------- | ------------ | ---------------------------------- |
| Sterven is doodeenvoudig. Iedereen kan het.           | 2014                 | 08-10-2014            | 6               | 9            |                                    |
| Nederland                                             | 2015                 | 14-10-2015            | 9               | 6            | in samenwerking met Jeroen van Kan |